# Pilar (Paraguai)
Pilar és una ciutat del Paraguai, capital del departament de Ñeembucú. Es troba a 358 km d'Asunción.

## Població
D'acord amb les dades del cens del 2002, Pilar tenia una població urbana de 24.300 habitants (27.980 al districte); l'estudi va ser avaluat per la Dirección General de Estadística, Encuestas y Censos.

## Origen del nom
La ciutat va ser fundada el 12 d'octubre de 1779 amb el nom de Villa del Ñeembucú per Pedro Mello de Portugal y Villena. Va canviar el seu nom pel de Villa del Pilar quatre anys després per iniciativa del rector Marcial Antonio Uliambre, originari de Saragossa, ciutat on es troba la Catedral de la Mare de Déu del Pilar.

## Economia
A Pilar es troba la indústria tèxtil més gran del país, la Manufactura de Pilar S.A., fundada per l'italià Paolo Federico Alberzoni. La seva presència ha creat un ambient de treball que ocupa a bona part de la població femenina. La mateixa empresa va diversificar el seu camp d'acció, amb atenció a la producció alimentària.